# Himalcoelotes pirum
Himalcoelotes pirum là một loài nhện trong họ Amaurobiidae.
Loài này thuộc chi Himalcoelotes. Himalcoelotes pirum được Jia-Fu Wang miêu tả năm 2002.